# Xã Stockton, Quận Greene, Indiana
Xã Stockton (tiếng Anh: Stockton Township) là một xã thuộc quận Greene, tiểu bang Indiana, Hoa Kỳ. Năm 2010, dân số của xã này là 8.447 người.